# Tomonori Tateishi
Tomonori Tateishi (jap. 立石 智紀 Tateishi Tomonori; ur. 22 kwietnia 1974) – japoński piłkarz występujący na pozycji bramkarza.

## Kariera klubowa
Od 1993 do 2008 roku występował w klubach JEF United Chiba i Avispa Fukuoka.